# (Pls) Set Me on Fire
(Pls) Set Me on Fire è un singolo del gruppo musicale britannico Enter Shikari, pubblicato il 12 gennaio 2023 come primo estratto dal settimo album in studio A Kiss for the Whole World.

## Descrizione
In occasione della presentazione del singolo, il cantante e tastierista Rou Reynolds ha detto:
L'uscita del brano, avvenuta senza alcun preavviso o promozione antecedente, è stata accompagnata dall'annuncio di titolo, copertina, tracklist e data di pubblicazione del settimo album in studio del gruppo, A Kiss for the Whole World.

## Video musicale
Il video ufficiale del brano, pubblicato il 19 gennaio 2023, è stato registrato in una sola ripresa a poche ore dall'inizio del 2023 in una zona industriale di East London sotto la direzione di Rou Reynolds; descritto dallo stesso frontman «semplice e minimale», fa da introduzione al video del successivo singolo It Hurts.

## Tracce
Testi di Rou Reynolds, musiche degli Enter Shikari.
1. (pls) set me on fire – 3:04

## Formazione
- Rou Reynolds – voce, sintetizzatore, programmazione
- Rory Clewlow – chitarra, programmazione, cori
- Chris Batten – basso, sintetizzatore, voce secondaria
- Rob Rolfe – batteria, programmazione